# Copa Interamericana 1969
La Copa Interamericana 1969 fue la primera edición del torneo organizado entre Conmebol y Concacaf.
El club campeón fue Estudiantes de La Plata, que derrotó por 6 a 3 en el marcador global al equipo mexicano del Toluca, tras empatar en tres goles en el ida y vuelta. En el tercer encuentro, jugado en cancha neutral, el equipo argentino ganaría por un contundente 3 a 0.

## Clubes clasificados
Se fueron decidiendo a lo largo de 1968 entre las dos máximas competiciones de las confederaciones de América.
| Conmebol (Sudamérica)                       |  | Estudiantes |  | Campeón de la Copa Libertadores (1968)                |
| Concacaf (Norte, Centroamérica y el Caribe) |  | Toluca      |  | Campeón de la Copa de Campeones de la Concacaf (1968) |

## Resultados

### Partido de ida
| 13 de febrero de 1969 | Toluca        | 1:2 (1:2) | Estudiantes                 | Estadio Azteca, Ciudad de México |                              |
|                       | Ruvalcaba 21' |           | Conigliaro 1' · Bilardo 31' | Árbitro(s): Clemente Rugiero     | Árbitro(s): Clemente Rugiero |

|    | POR | Florentino López  |  |
|    | DEF | José Vantolrá     |  |
|    | DEF | Rogelio Solís     |  |
|    | DEF | Oreco             |  |
|    | DEF | Jorge Arévalo     |  |
|    | MED | Tomás Reynoso     |  |
|    | MED | Juan Dosal        |  |
|    | MED | Felipe Ruvalcaba  |  |
|    | MED | Albino Morales    |  |
|    | DEL | Francisco Linares |  |
|    | DEL | Vicente Pereda    |  |
| DT | DT  | Ignacio Trelles   |  |

|    | POR | Alberto Poletti      |     |
|    | DEF | Eduardo Luján Manera |     |
|    | DEF | Ramón Aguirre Suárez |     |
|    | DEF | Raúl Madero          |     |
|    | DEF | Oscar Malbernat      |     |
|    | MED | Carlos Bilardo       |     |
|    | MED | Carlos Pachamé       |     |
|    | MED | Eduardo Flores       |     |
|    | MED | Felipe Ribaudo       | 89' |
|    | DEL | Marcos Conigliaro    |     |
|    | DEL | Juan Ramón Verón     |     |
| DT | DT  | Osvaldo Zubeldía     |     |

|  | MED | Juan Echecopar | 89' |

|  | 21' | Felipe Ruvalcaba |

|  | 1'  | Marcos Conigliaro |
|  | 31' | Carlos Bilardo    |

|    | POR | Florentino López  |  |
|    | DEF | José Vantolrá     |  |
|    | DEF | Rogelio Solís     |  |
|    | DEF | Oreco             |  |
|    | DEF | Jorge Arévalo     |  |
|    | MED | Tomás Reynoso     |  |
|    | MED | Juan Dosal        |  |
|    | MED | Felipe Ruvalcaba  |  |
|    | MED | Albino Morales    |  |
|    | DEL | Francisco Linares |  |
|    | DEL | Vicente Pereda    |  |
| DT | DT  | Ignacio Trelles   |  |

|    | POR | Alberto Poletti      |     |
|    | DEF | Eduardo Luján Manera |     |
|    | DEF | Ramón Aguirre Suárez |     |
|    | DEF | Raúl Madero          |     |
|    | DEF | Oscar Malbernat      |     |
|    | MED | Carlos Bilardo       |     |
|    | MED | Carlos Pachamé       |     |
|    | MED | Eduardo Flores       |     |
|    | MED | Felipe Ribaudo       | 89' |
|    | DEL | Marcos Conigliaro    |     |
|    | DEL | Juan Ramón Verón     |     |
| DT | DT  | Osvaldo Zubeldía     |     |

|  | MED | Juan Echecopar | 89' |

|  | 21' | Felipe Ruvalcaba |

|  | 1'  | Marcos Conigliaro |
|  | 31' | Carlos Bilardo    |

### Partido de vuelta
| 19 de febrero de 1969 | Estudiantes | 1:2 (1:1) | Toluca                    | Estadio Estudiantes de la Plata, La Plata |                        |
|                       | Verón 17'   |           | Linares 33' · Morales 77' | Árbitro(s): José Dimas                    | Árbitro(s): José Dimas |

|    | POR | Alberto Poletti      |  |
|    | DEF | Eduardo Luján Manera |  |
|    | DEF | Ramón Aguirre Suárez |  |
|    | DEF | Raúl Madero          |  |
|    | DEF | Oscar Malbernat      |  |
|    | MED | Carlos Bilardo       |  |
|    | MED | Carlos Pachamé       |  |
|    | MED | Eduardo Flores       |  |
|    | MED | Felipe Ribaudo       |  |
|    | DEL | Marcos Conigliaro    |  |
|    | DEL | Juan Ramón Verón     |  |
| DT | DT  | Osvaldo Zubeldía     |  |

|    | POR | Florentino López   |  |
|    | DEF | José Vantolrá      |  |
|    | DEF | Rogelio Solís      |  |
|    | DEF | Oreco              |  |
|    | DEF | Jorge Arévalo      |  |
|    | MED | Tomás Reynoso      |  |
|    | MED | Jesús Romero Reyes |  |
|    | MED | Albino Morales     |  |
|    | MED | Juan Dosal         |  |
|    | DEL | Francisco Linares  |  |
|    | DEL | Vicente Pereda     |  |
| DT | DT  | Ignacio Trelles    |  |

|  | 17' | Juan Ramón Verón |

|  | 33' | Francisco Linares |
|  | 77' | Albino Morales    |

|    | POR | Alberto Poletti      |  |
|    | DEF | Eduardo Luján Manera |  |
|    | DEF | Ramón Aguirre Suárez |  |
|    | DEF | Raúl Madero          |  |
|    | DEF | Oscar Malbernat      |  |
|    | MED | Carlos Bilardo       |  |
|    | MED | Carlos Pachamé       |  |
|    | MED | Eduardo Flores       |  |
|    | MED | Felipe Ribaudo       |  |
|    | DEL | Marcos Conigliaro    |  |
|    | DEL | Juan Ramón Verón     |  |
| DT | DT  | Osvaldo Zubeldía     |  |

|    | POR | Florentino López   |  |
|    | DEF | José Vantolrá      |  |
|    | DEF | Rogelio Solís      |  |
|    | DEF | Oreco              |  |
|    | DEF | Jorge Arévalo      |  |
|    | MED | Tomás Reynoso      |  |
|    | MED | Jesús Romero Reyes |  |
|    | MED | Albino Morales     |  |
|    | MED | Juan Dosal         |  |
|    | DEL | Francisco Linares  |  |
|    | DEL | Vicente Pereda     |  |
| DT | DT  | Ignacio Trelles    |  |

|  | 17' | Juan Ramón Verón |

|  | 33' | Francisco Linares |
|  | 77' | Albino Morales    |

### Partido de desempate
| 21 de febrero de 1969 | Estudiantes                    | 3:0 (2:0) | Toluca | Estadio Centenario, Montevideo |                           |
|                       | Flores 8' · Conigliaro 44, 79' |           |        | Árbitro(s): Ramón Barreto      | Árbitro(s): Ramón Barreto |

|    | POR | Alberto Poletti      |     |
|    | DEF | Eduardo Luján Manera |     |
|    | DEF | Ramón Aguirre Suárez |     |
|    | DEF | Raúl Madero          |     |
|    | DEF | Oscar Malbernat      |     |
|    | MED | Carlos Bilardo       |     |
|    | MED | Carlos Pachamé       |     |
|    | MED | Eduardo Flores       |     |
|    | MED | Felipe Ribaudo       | 75' |
|    | DEL | Marcos Conigliaro    |     |
|    | DEL | Juan Ramón Verón     |     |
| DT | DT  | Osvaldo Zubeldía     |     |

|    | POR | Florentino López   |     |
|    | DEF | José Vantolrá      |     |
|    | DEF | Rogelio Solís      |     |
|    | DEF | Oreco              |     |
|    | DEF | Jorge Arévalo      |     |
|    | MED | Tomás Reynoso      | 45' |
|    | MED | Jesús Romero Reyes |     |
|    | MED | Albino Morales     |     |
|    | MED | Juan Dosal         |     |
|    | DEL | Francisco Linares  |     |
|    | DEL | Vicente Pereda     |     |
| DT | DT  | Ignacio Trelles    |     |

|  | MED | Juan Echecopar | 75' |

|  | MED | José Luis Estrada | 45' |

|  | 8'  | Gabriel Eduardo Flores |
|  | 44' | Marcos Conigliaro      |
|  | 79' | Marcos Conigliaro      |

| Expulsado | 62' | Carlos Pachamé |

| Expulsado | 62' | Jesús Romero Reyes |

| Árbitro             | Ramón Barreto        |
| Árbitros asistentes | José Dimas           |
| Árbitros asistentes | Alberto Tejada Burga |

|    | POR | Alberto Poletti      |     |
|    | DEF | Eduardo Luján Manera |     |
|    | DEF | Ramón Aguirre Suárez |     |
|    | DEF | Raúl Madero          |     |
|    | DEF | Oscar Malbernat      |     |
|    | MED | Carlos Bilardo       |     |
|    | MED | Carlos Pachamé       |     |
|    | MED | Eduardo Flores       |     |
|    | MED | Felipe Ribaudo       | 75' |
|    | DEL | Marcos Conigliaro    |     |
|    | DEL | Juan Ramón Verón     |     |
| DT | DT  | Osvaldo Zubeldía     |     |

|    | POR | Florentino López   |     |
|    | DEF | José Vantolrá      |     |
|    | DEF | Rogelio Solís      |     |
|    | DEF | Oreco              |     |
|    | DEF | Jorge Arévalo      |     |
|    | MED | Tomás Reynoso      | 45' |
|    | MED | Jesús Romero Reyes |     |
|    | MED | Albino Morales     |     |
|    | MED | Juan Dosal         |     |
|    | DEL | Francisco Linares  |     |
|    | DEL | Vicente Pereda     |     |
| DT | DT  | Ignacio Trelles    |     |

|  | MED | Juan Echecopar | 75' |

|  | MED | José Luis Estrada | 45' |

|  | 8'  | Gabriel Eduardo Flores |
|  | 44' | Marcos Conigliaro      |
|  | 79' | Marcos Conigliaro      |

| Expulsado | 62' | Carlos Pachamé |

| Expulsado | 62' | Jesús Romero Reyes |

| Árbitro             | Ramón Barreto        |
| Árbitros asistentes | José Dimas           |
| Árbitros asistentes | Alberto Tejada Burga |

|                                      |
|                                      |
| Campeón Estudiantes (LP) 1.er título |